# Hemidactylus dracaenacolus
Espèce
Statut de conservation UICN

 CR B1ab(ii,iii,v) : 
En danger critique
Hemidactylus dracaenacolus est une espèce de geckos de la famille des Gekkonidae.

## Répartition
Cette espèce est endémique de Socotra au Yémen.

## Publication originale
- Rösler & Wranik, 1999 : Beiträge zur Herpetologie der Republik Jemen. 5. Drei neue Gecko-Arten vom Sokotra-Archipel (Reptilia: Sauria: Gekkonidae). Zoologische Abhandlungen, Staatliches Museum für Tierkunde in Dresden, vol. 50, n. 16, p. 249-265 (texte intégral).